# Laax
Laax (en romanche: Lags) es una comuna suiza del cantón de los Grisones, situada en la región de Surselva. Limita al norte con la comuna de Glaris Sur (GL), al este con Flims, al sur con Sagogn y Schluein, y al oeste con Falera y Ruschein.

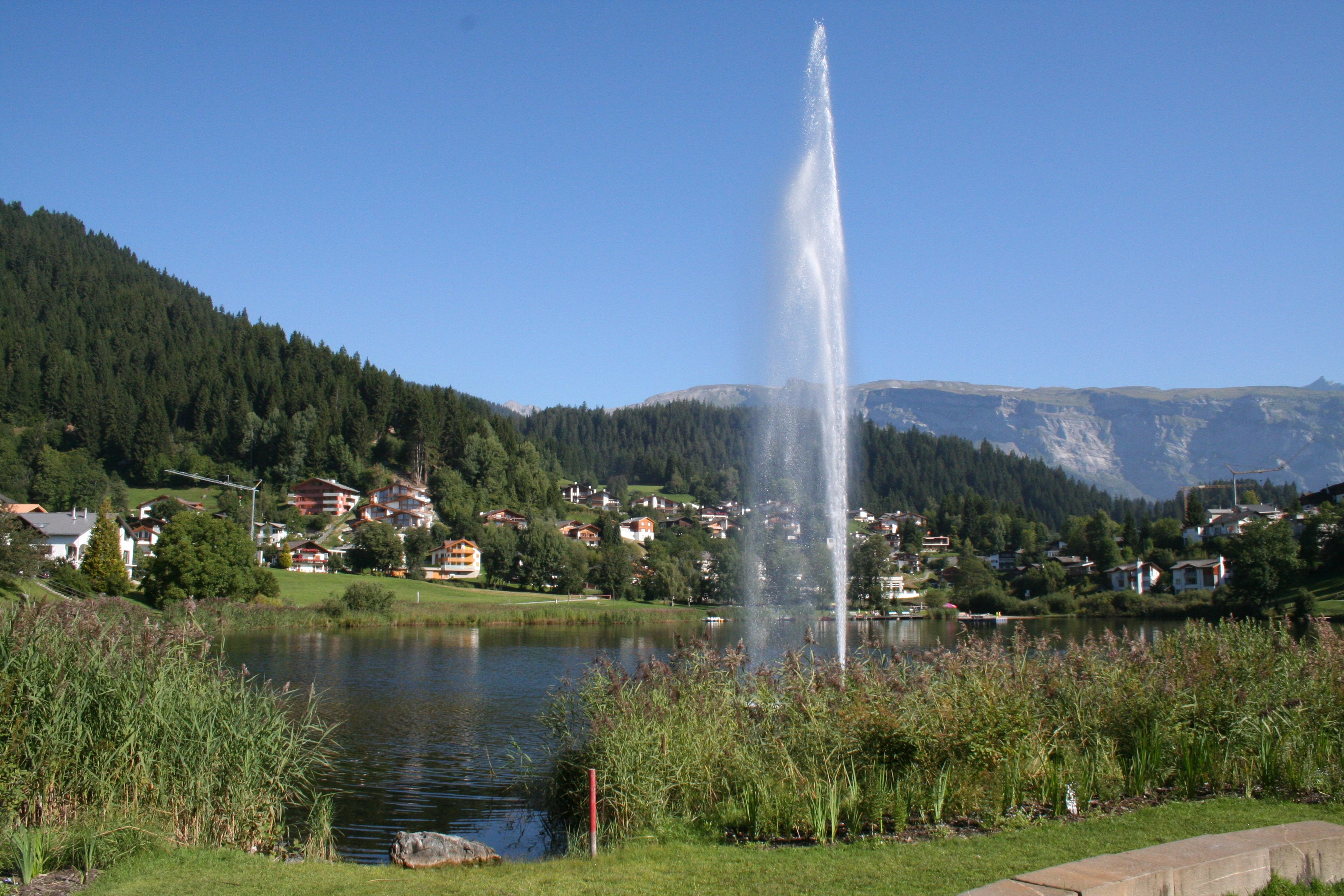
Vista del lago de Laax.